# فندق حصن حتا
فندق حصن حتا هو منتجع صغير من فئة الأربع نجوم في دولة الإمارات العربية المتحدة، ويقع في منطقة حتا بدبي في جبال الحجر. يتكون الفندق من غرف على طراز الشاليهات تصطف على جانبيها ممرات إلى المبنى الرئيسي، والذي يضم منتجعاً صحياً صغيراً، ومكتب استقبال، ومطعم جيما، وبار رومول. كما أن لديها جناحين-فيلا (يحتوي كل منهما على غرفتين وجاكوزي) وفيلا خاصة أكبر للتأجير. يمتد الفندق على مساحة 80 فداناً من الحدائق والأراضي.
يمتاز فندق حصن حتا من المناخ الجبلي الأكثر اعتدالاً مقارنة بالمناطق المنخفضة في الإمارات العربية المتحدة، وهو موقع شهير لقضاء عطلة نهاية الأسبوع ووجهة متكررة لمجموعات الدراجات النارية مثل مجموعة Harley Owner's Group (HOG) - فرع دبي.

## مرافق
يحتوي الفندق على مسبحين، أحدهما مجاور للمبنى الرئيسي والآخر يقع في الحدائق التي تفتح للزوار والعائلات مع أطفال. كما أن لديها ميدان رماية وملعب غولف وملعب غولف صغير. يمكن للفندق تنظيم رحلات لمشاهدة معالم المدينة  كما يوفر استئجار عربة تخييم Winnebago.

## تاريخ
سمي الفندق بهذا الاسم نسبة الى حصن حتا المجاور ويحتفظ فندق حصن حتا اليوم ببعض الميزات والديكور الأصلي الذي يعود تاريخه إلى افتتاحه (من قبل الشيخ راشد بن سعيد آل مكتوم ) في عام 1981، مما يمنحها سحراً جذاباً. شهدت عملية تجديد الفندق في أوائل عام 2017 فقدان بعض الميزات الأصلية للفندق.
تم تصميم الفندق من قبل المهندس المعماري أجاي ساران من شركة دتكو.